# Torpedo Nizhny Novgorod
Torpedo Nizhny Novgorod é um clube de hóquei no gelo profissional russo sediado em Nizhny Novgorod. Eles são membros da Liga Continental de Hockey.

## História
Fundando originariamente em 1946, para disputas nas ligas soviética. 
São membros da Liga Continental de Hockey desde a temporada inicial.